# Santanyí
Santanyí és una vila i municipi de Mallorca, el més meridional de l'illa. Pertany a la comarca del Migjorn, i limita a l'oest amb les Salines, al nord-oest amb Campos i al nord amb Felanitx. Compta amb nombroses cales d'afluència turística notable, com ara Cala Figuera, Cala Santanyí, Cala Mondragó, Portopetro i les diverses cales que conformen Cala d'Or. Destaca també el santuari de Nostra Senyora de Consolació, prop de l’Alqueria Blanca, i l'església gòtica del Roser a la capital del terme.

## Nom
El topònim de Santanyí es documenta per primera vegada dins la primera meitat del segle xiii sota les formes Sancti Aini, Sancti Ani, Sentainí, Sancti Agnini i altres, i és interpretat generalment com a provinent del llatí Sanctus Agnus, 'Sant Anyell', a través del romanç prejaumí propi de l'illa abans de la conquesta islàmica. Joan Coromines, per la seva banda, relaciona aquest topònim amb el nom antic d'una plaça de la vila de Porreres, Santanix, que aniria referit a la vila de Santanyí (Porreres no és lluny de Santanyí) i provendrien de Sancta Agnes, amb itacisme en la ē final. No obstant això, també té una interpretació a partir de l'àrab, segons la qual podria provenir de sanad (àrab: سند) 'costa, pujada', i un segon element, que podria ser an-nawawil, plural de nawala 'cabana feta de fullaca'.

## Geografia
Els punts més alts del terme són el Puig Gros (272 metres) i la Penya Bosca (250 metres). El municipi de Santanyí conté aproximadament 35 km de costa, amb una gran quantitat de cales d'ús turístic i altres conservades dintre del Parc Natural de Mondragó. El Cap de les Salines és el punt més meridional de l'illa de Mallorca. També és considerat un dels pobles més atractius de les Illes Balears.

## Història
Durant el període islàmic, l'actual terme de Santanyí pertanyia al juz de Manaqur, i, després de la Conquista, formà part de la porció assignada a Nuno Sanç.
L'any 1531, Santanyí patí un atac corsari que acabà amb el saqueig de la vila i la captura d'una cinquantena de pobladors. Els batles i els jurats de Santanyí es varen manifestar dient que tenien intenció d'abandonar la vila si no es construïa una murada per protegir-se dels atacs dels turcs i moros. Antoni Desí exposà a les Corts de Montsó que els turcs, comandats per Sinan el Juetí, havien robat saquejat la vila, capturant 54 persones i deixant la vila destruïda i (parcialment) despoblada. L'any 1546 va ser un altre cop fort per Santanyí, perquè una altra ràtzia robà en les millors possessions i també les millors cases de la vila. Per fer front en aquests atacs, finalment Santanyí construí la murada, de la qual solament en resta la Porta Murada, que rebé el seu aspecte actual el 1571, després d'una tercera ràtzia.

## Economia
L'any 1933 es va iniciar un tímid desenvolupament turístic amb la urbanització de Cala d'Or, impulsada per Josep Costa Ferrer i l'any 1936 a Cala Figuera ja hi havia dues fondes, però aquest desenvolupament va ser interromput per la Guerra Civil espanyola. En la segona meitat dels anys cinquanta es va iniciar el creixement turístic impulsat pel turisme de masses, i en l'actualitat el terme té la seva economia basada en el turisme. Els llocs més importants són Cala d'Or, Portopetro i Cala Figuera. Té, a més, una important indústria de pedra artesanal en la qual destaca la Pedra de Santanyí, coneguda per les seves propietats aïllants, la seva porositat i el seu fàcil treball.

## Cultura
Santanyí darrerament s'ha transformat en un nucli cultural important, especialment en el camp de la pintura, de la música i de la poesia, fins al punt que l'investigador literari Jaume Vidal Alcover, Professor de la Universitat de Tarragona, ha arribat a parlar de l'Escola de Santanyí, que ha influït sobre tota la poesia insular de les distintes promocions de la postguerra i de la qual, seguint el seu estudi, formen part, entre d'altres, Bernat Vidal i Tomàs, Blai Bonet Rigo i Llorenç Vidal Vidal, fundador del "Dia Escolar de la No-violència i la Pau" (DENIP). Altres escriptors del terme són Miquel Pons Bonet, Antònia Vicens, Antoni Vidal Ferrando, Cosme Aguiló, Pau Vadell, Lucia Pietrelli, Catalina Rigo Estelrich, etc.

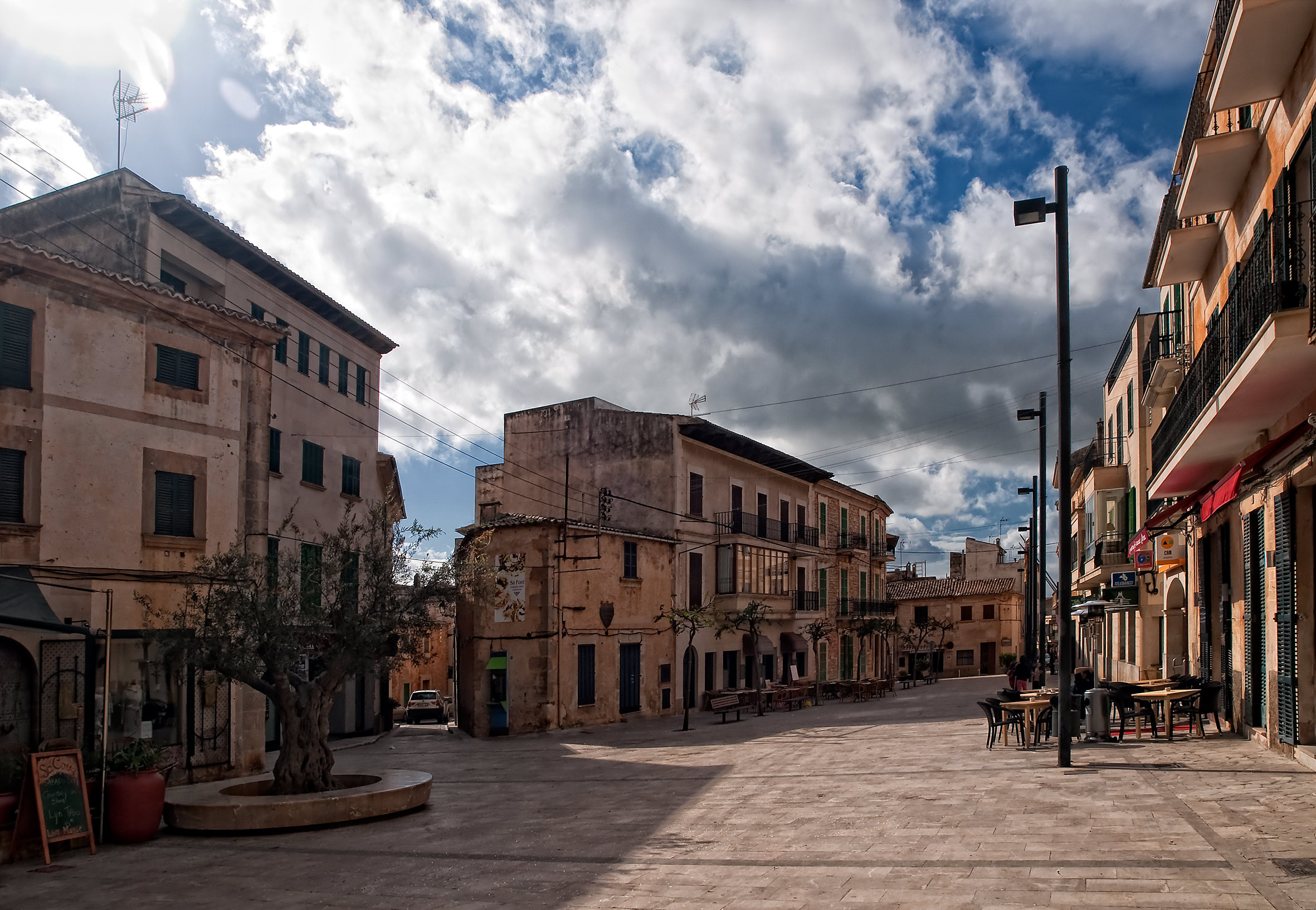
Plaça Major de Santanyí

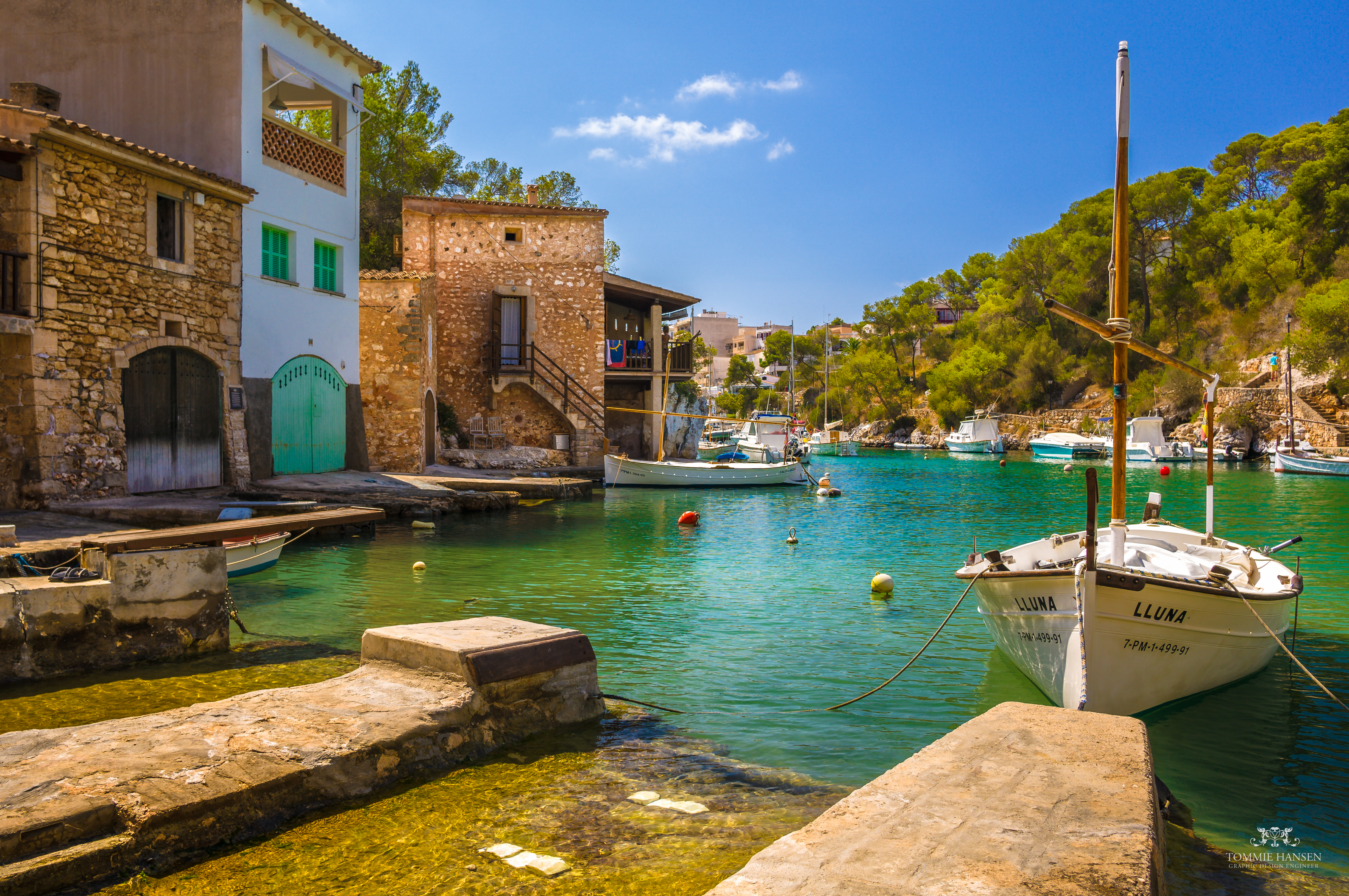
Cala Figuera, nucli tradicional de pescadors

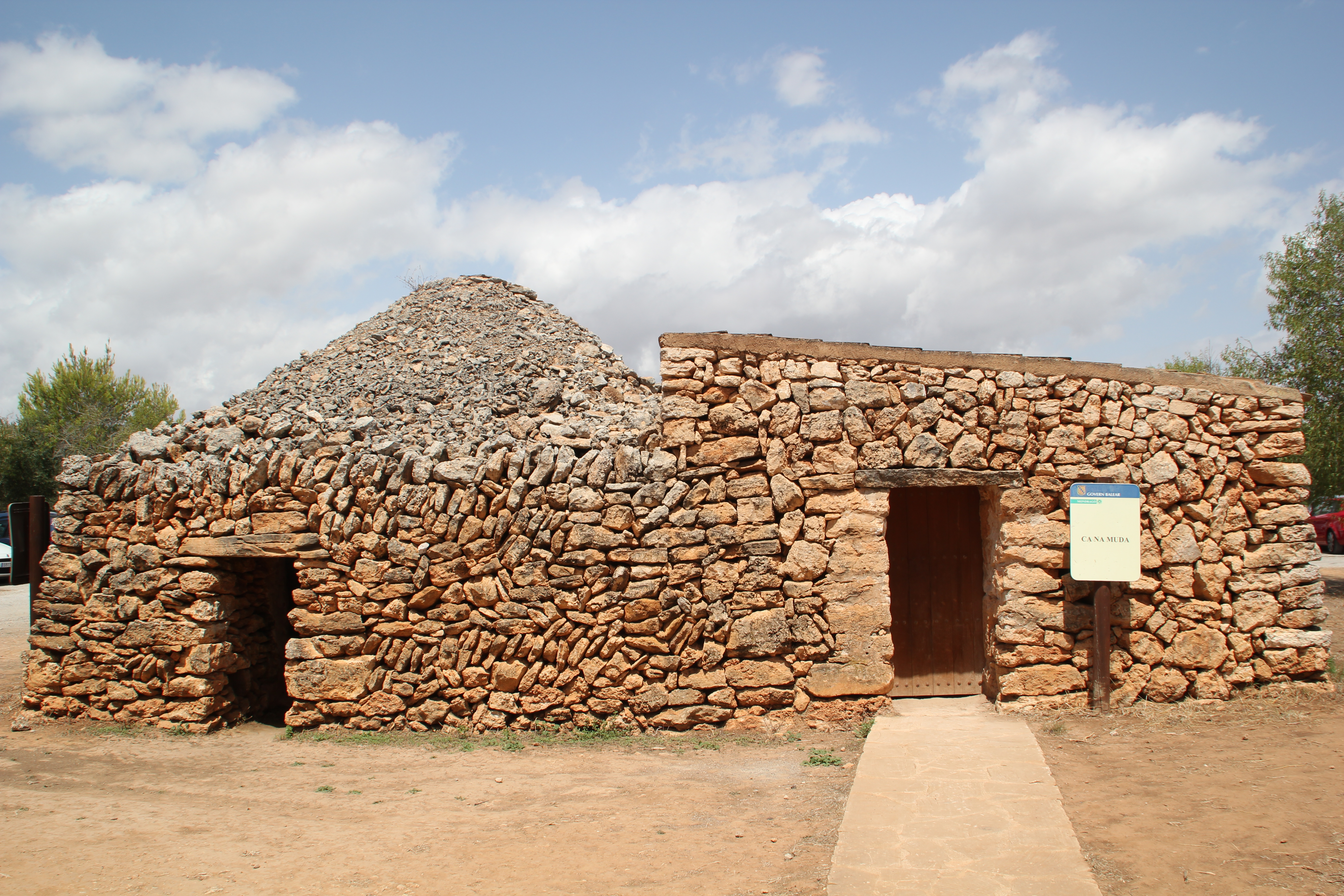
Barraca de roter

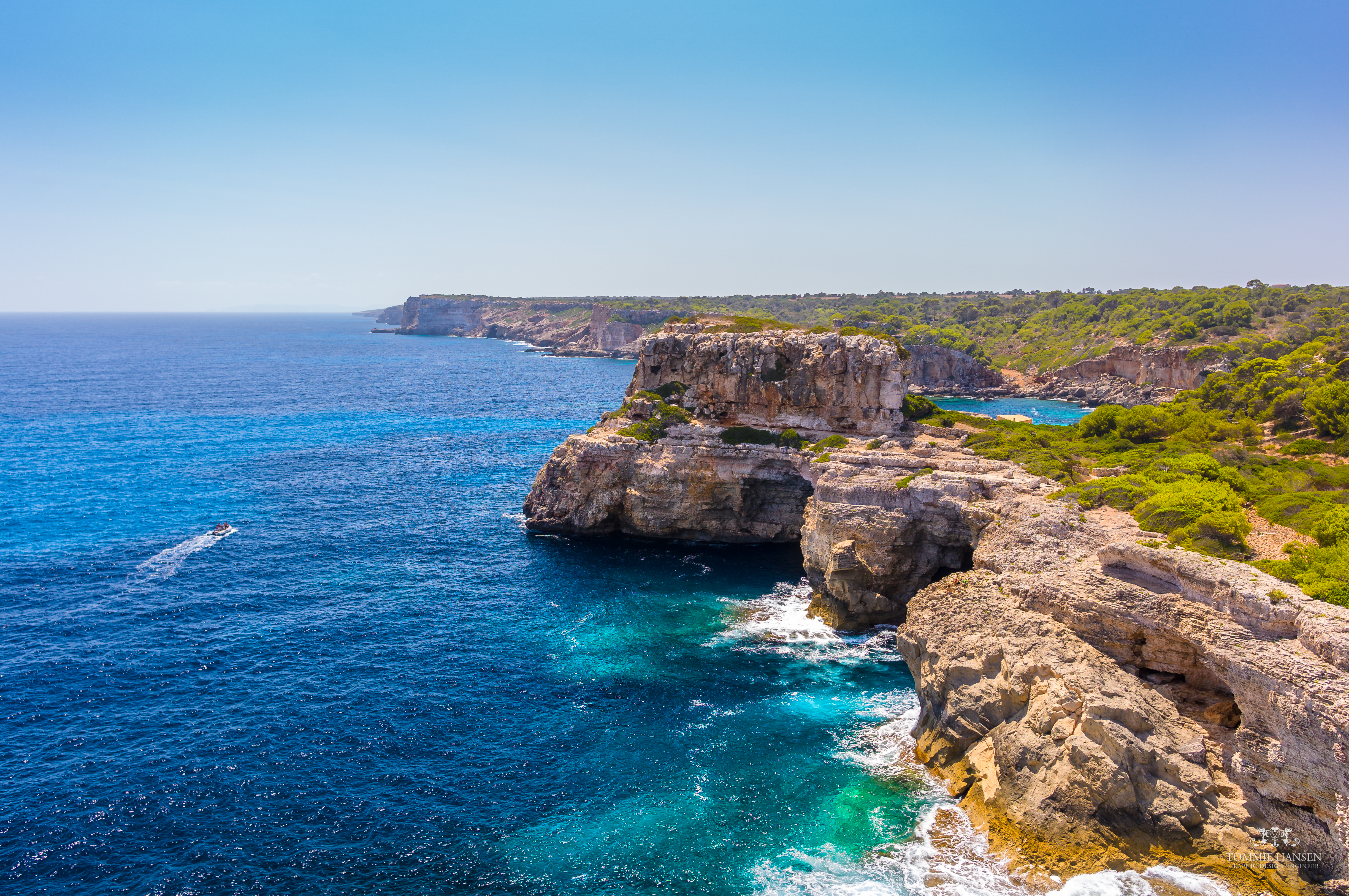
Litoral santanyiner

## Educació
El terme compta amb sis centres d'educació infantil i primària: CP Blai Bonet, Col·legi Bisbe Verger (concertat), CP de Calonge, CP Mare de Déu de Consolació, CP Santa Maria del Mar i el CP Sant Domingo des Llombards. L'IES de Santanyí i el Col·legi Bisbe Verger són els centres educatius de secundària. Santanyí també disposa d'una escola d'adults.

## Esports
Els principals equips de futbol del terme són el CE Santanyí, de la capital i fundat el 1968, el CE Alqueria, de l’Alqueria Blanca i fundat el 1976, i el CE Cala d'Or, fundat el 1983.

## Població
| Entitat de població | Habitants (2024) |
| Santanyí            | 3.703            |
| s'Alqueria Blanca   | 1.004            |
| Calonge             | 996              |
| Cala Figuera        | 753              |
| Portopetro          | 687              |
| els Llombards       | 568              |
| cala Santanyí       | 405              |
| Cala Llombards      | 389              |
| Cap d'es Moro       | 78               |
| sa Costa            | 20               |
| Cala d'Or           |                  |
| Font: INE           |                  |

En la taula següent es mostra l'evolució poblacional.
|       | 1996  | 2001  | 2002   | 2003   | 2004   | 2005   | 2006   | 2010   | 2016   |
| ----- | ----- | ----- | ------ | ------ | ------ | ------ | ------ | ------ | ------ |
| TOTAL | 7.702 | 9.405 | 10.020 | 10.253 | 10.337 | 10.673 | 11.172 | 12.823 | 11.220 |
| Homes | 3.862 | 4.801 | 5.151  | 5.230  | 5.260  | 5.405  | 5.636  | 6.566  | 5.584  |
| Dones | 3.840 | 4.604 | 4.869  | 5.023  | 5.077  | 5.268  | 5.536  | 6.257  | 5.636  |

Els llinatges més comuns de Santanyí són Rigo, Vidal i Adrover, seguits de Bonet, Barceló, Burguera, Ferrer, Vicenç (Vicens) i Vallbona.

## Persones il·lustres
- Blai Bonet i Rigo
- Jaume Antoni Clar i Vila
- Rafel Josep Verger i Suau
- Antònia Vicens i Picornell
- Bernat Vidal i Tomàs[9]
- Aina Rado i Ferrando
- Llorenç Vidal Vidal
- Maria Monserrat Bennàssar